# Dautajaure
Dautajaure är en sjö i Sorsele kommun i Lappland och ingår i Umeälvens huvudavrinningsområde. Sjön har en area på 0,425 kvadratkilometer och ligger 873 meter över havet. Dautajaure ligger i Vindelfjällen Natura 2000-område. Sjön avvattnas av vattendraget Lisvojukke.

## Delavrinningsområde
Dautajaure ingår i det delavrinningsområde (733097-152141) som SMHI kallar för Mynnar i Vindelälven. Medelhöjden är 881 meter över havet och ytan är 22,81 kvadratkilometer. Det finns inga avrinningsområden uppströms utan avrinningsområdet är högsta punkten. Lisvojukke som avvattnar avrinningsområdet har biflödesordning 3, vilket innebär att vattnet flödar genom totalt 3 vattendrag innan det når havet efter 414 kilometer. Avrinningsområdet består mestadels av skog (10 procent) och kalfjäll (86 procent). Avrinningsområdet har 1 kvadratkilometer vattenytor vilket ger det en sjöprocent på 4,4 procent.